# Шан Юнайтед
Футбольний клуб «Шан Юнайтед» (бірм. ရှမ်းယူနိုက်တက် အသင်း) — професійний м'янманський футбольний клуб із міста Таунджи, який представляє штат Шан у Національній лізі М'янми. Раніше клуб грав на аматорському рівні під назвою «Канбавза», та представляв Янгон. Клуб виграв 4 чемпіонати країни (включаючи один титул без поразок в 2022 році, вигравши 15 матчів і звівши 3 матчі внічию), один Кубок М'янми і два Суперкубки М'янми.

## Історія

### Канбавза
Клуб «Канбавза» був заснований у 2003 році, виступав як аматорський клуб у Прем'єр-лізі М'янми, найвищій футбольній лізі М'янми на той час. Першим керівником клубу був Мьо Він Ньюнт, а першим головним тренером був Є Ньюнт. Клуб виграв Прем'єр-лігу М'янми у 2007 році, та брав участь у Кубку Президента АФК у 2008 році. «Канбавза» став одним із засновників Національної ліги М'янми, яка змінила Прем'єр-лігу М'янми в 2009 році. з часом клуб змінив свій статус з аматорського на професійний, і змінив своє місце перебування з Янгона на Таунджи.
Першим професійним керівником клубу став Ає Маунг Джі, який також працював головним тренером в аматорському періоді клубу. Колишній капітан національної збірної М'янми Со М'ят Мін став першим капітаном «Канбавзи» і найдорожчим гравцем Національної ліги М'янми. Клуб також підписав контракти з іншими гравцями футбольної збірної М'янми. У своєму першому в історії професійному футбольному матчі «Канбавза» виграла з рахунком 3-0 в «Оккта Юнайтед». Перший гол команди забив Са Хтет Найн, а захисник Кхін Маунг Лвін став найкращим гравцем матчу, забивши інші два голи команди. «Канбавза» посів четверте місце в першому кубковому змаганні ліги, Кубку національної ліги М'янми 2009 року. У лютому 2010 року колишній керівник команди «Файнанс енд Ревеню» Кхін Маунг К'яйн став головним виконавчим директором клубу. У 2012 році клуб зайняв друге місце в Лізі.

### Шан Юнайтед
У 2015 році клуб «Канбавза» змінив назву на «Шан Юнайтед». У 2017 році клуб виграв свій перший титул на професійному рівні, вигравши в 2017 році Національну лігу М'янми та Кубок М'янми, що дало змогу клубу кваліфікуватися до плей-оф кваліфікації Ліги чемпіонів АФК 2018 року, де «Шан Юнайтед» грав з філіппінським клубом «Серес-Негрос», проте програв у серії пенальті, та перейшов до групового етапу Кубка АФК 2018 року, де команда посіла останнє місце в групі. У 2019 та 2020 роках «Шан Юнайтед» виграв Суперкубок М'янми, отримавши право на виступи в Кубку АФК 2019 та 2020 років. «Шан Юнайтед» здобув перемогу в Національній лізі М'янми 2022 року, не зазнавши поразок, і кваліфікувався на Кубок АФК 2023—2024 років.
У 2024 році «Шан Юнайтед» кваліфікувався до Кубку виклику АФК 2024—2025 років, а також до нещодавно відновленого турніру, Клубного чемпіонату АСЕАН 2024—2025 років, де м'янманський клуб переміг брунейський клуб «Касука» із загальним рахунком 4–2, та кваліфікувався до групового етапу, разом з індонезійським клубом «ПСМ Макасар», в'єтнамським клубом «Тханьхоа», камбоджійським клубом «Преах Кхан Річ Свайрінг», малайзійським клубом «Теренггану», і таїландським клубом «Патум Юнайтед». 21 серпня 2024 року відбувся перший матч турніру на стадіоні «Тханьхоа» між в'єтнамською командою і «Шан Юнайтед». Футболіст м'янманського клубу Мусса Бакайоко забив перший гол у матчі на 5-тій хвилині, однак «Шан Юнайтед» програв з рахунком 1–3. Також «Шан Юнайтед» грав у групі D Кубку виклику АФК 2024—2025 років разом із тайванським клубом «Тайнань Сіті» та лаоським клубом «Янг Елефантс». «Шан Юнайтед» вдалося виграти групу, обігравши «Янг Елефантс» з рахунком 2–0 і зігравши внічию з «Тайнань Сіті» з рахунком 2-2, після чого клуб вийшов у чвертьфінал, де грав із камбоджійською командою «Преах Кхан Річ Свайрінг».

## Титули і досягнення
- Національна ліга
  - Національна Ліга М'янми (6): 2017, 2019, 2020, 2022, 2023, 2024-25
  - Прем'єр-ліга М'янми (2): 2007, 2008
- Кубок М'янми (2): 2017, 2024
- Володар Суперкубок М'янми (2): 2019, 2020